# Міжнародна трибуна композиторів
Міжнародна трибуна композиторів (англ. International Rostrum of Composers, IRC) — щорічний міжнародний форум, організований Міжнародною радою з музики, який пропонує представникам телерадіомовлення можливість для обміну інформацією та пропаганди сучасної академічної музики. Вона фінансується за рахунок внесків національних радіомереж, що беруть участь у фестивалі.
Перша Трибуна відбулася в 1954 році за участю німецьких, французьких, бельгійських та швейцарських національних мовних компаній. З тих пір і до 2002 сесії Трибуни проходили в штаб-квартирі ЮНЕСКО в Парижі, за винятком 2000, коли вони були організовані Muziek Groep Nederland і Фондом Gaudeamus в Амстердамі. З 2003 року була введена система чергування, за якої раз на два роки форум проводить радіо Франції, а в інші роки відвідує інші європейські центри.
У форумі беруть участь представники понад 30 національних радіомереж, представляючи по 60 робіт, написаних не раніше ніж за 5 років до проведення форуму. Після сесій прослуховування та обговорення делегати виділяють одну з робіт, і рекомендують ряд інших. Вони також відзначають один або два твори композиторів у віці до 30 і рекомендують один або два інших. Ці відібрані і рекомендовані роботи з найбільшою імовірністю потрапляють до ефіру або виконуються у концертах авторами-учасниками мережі чи іншими особами чи колективами. Всі представлені роботи пропонуються Європейським мовного союзу для її членів через супутник. Копії записів та партитур, що представляються на форумі, зберігаються в Фонді Gaudeamus.
З 1991 по 2003 роки автори відзначених робіт були нагороджені медаллю Моцарта ЮНЕСКО. З 2004 р. автори відзначених робіт нагороджуються медаллю ЮНЕСКО Пікассо-Міро, а композитори віком до 30 років, чия робота була відзначена, удостоюються стипендій Гай Хуот для молодих композиторів.
Найбільшу кількість разів Трибуною композиторів відзначалися твори польських композиторів В. Лютославського (1959, 1964, 1968), Т. Берда (1959, 1963, 1966), а також італійця Н. Кастільйоні (1958, 1962, 1963). Двічі відзначалися твори японця Т. Такеміцу (1963, 1965). Серед інших відомих призерів — Л. Беріо (1955), К. Пендерецький (1961), Б. Бріттен (1961), Е. Картер (1961), Л. Ноно (1962), Д. Лігеті (1969), Дж. Крамб (1971), Г. Гурецький (1973). Серед країн колишнього Радянського союзу премії Трибуни композиторів в 1990-ті роки здобували лише представники Латвії та Естонії.